# Ochrosia elliptica
Pour les articles homonymes, voir Bois chauve-souris.
Espèce
Statut de conservation UICN

 NE  : Non évalué
Ochrosia elliptica est une espèce de plantes à fleurs de la famille des Apocynacées originaire d'Océanie tropicale. Un de ces noms vernaculaires, comme pour Ochrosia oppositifolia, est bois chauve-souris.

## Description
C'est un arbuste atteignant 4 à 6 mètres de haut qui pousse le long des littoraux, sur les affleurements coralliens et sur les terrains sablonneux des îles de l'Océanie.

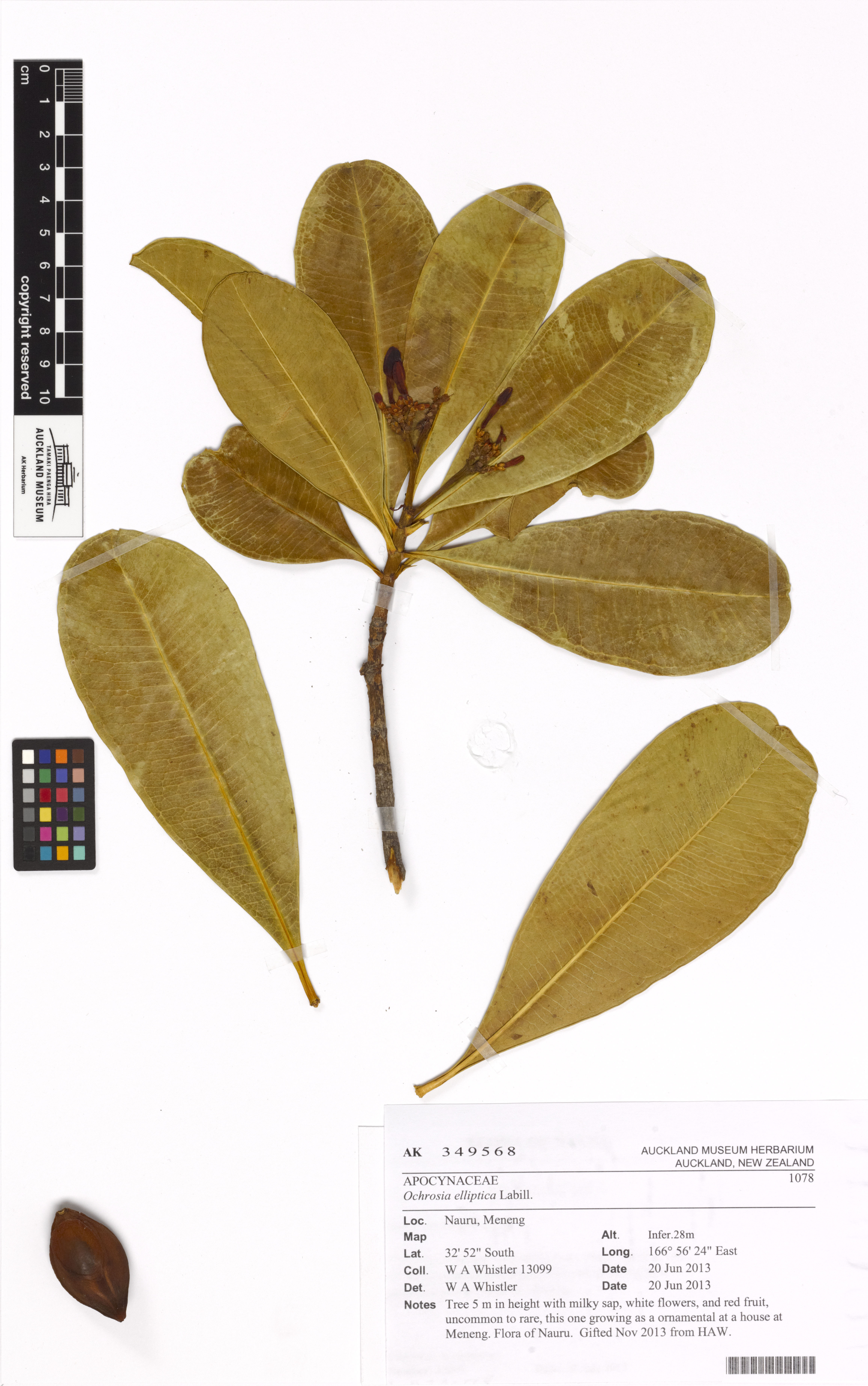
Feuilles.
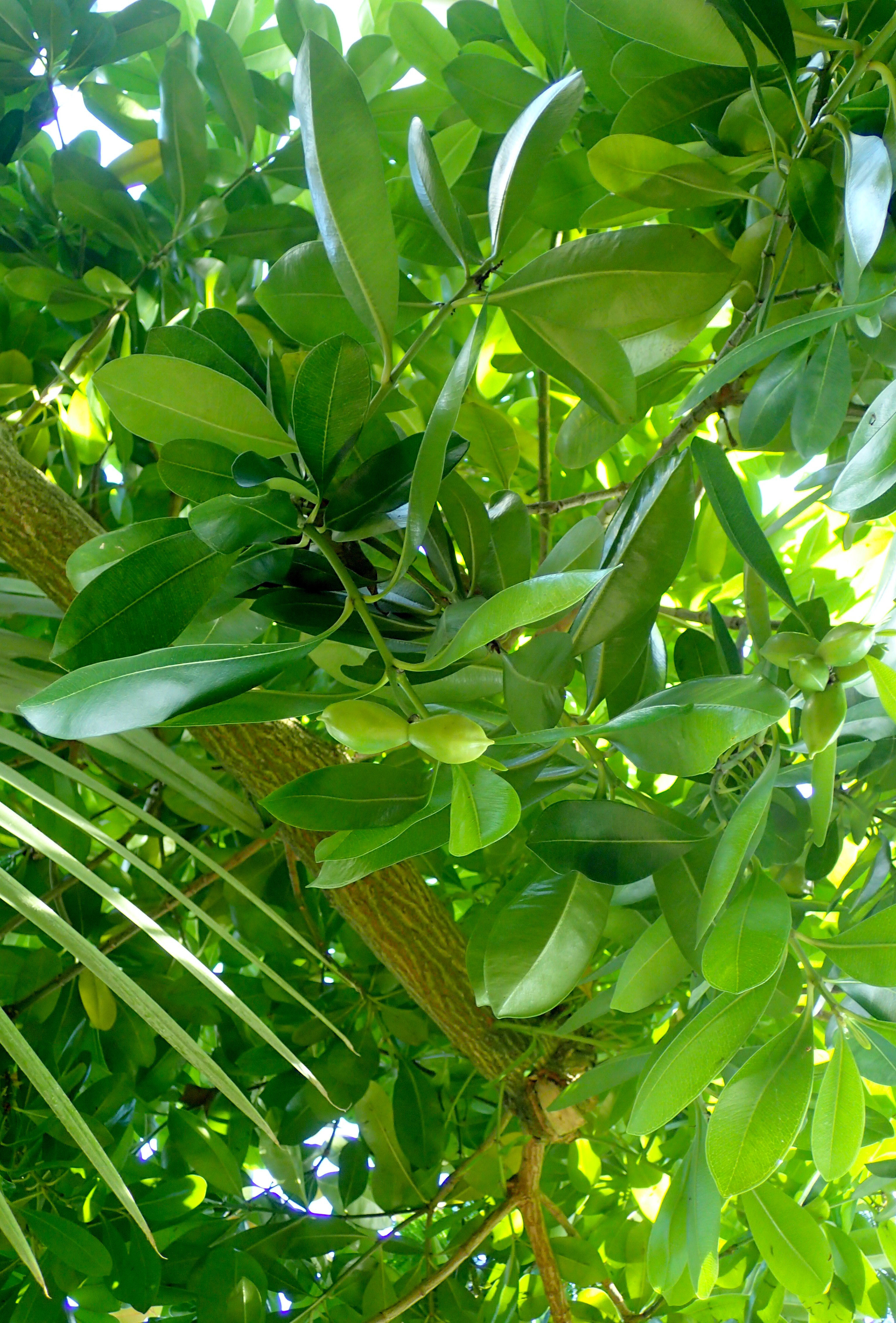
Arbuste.
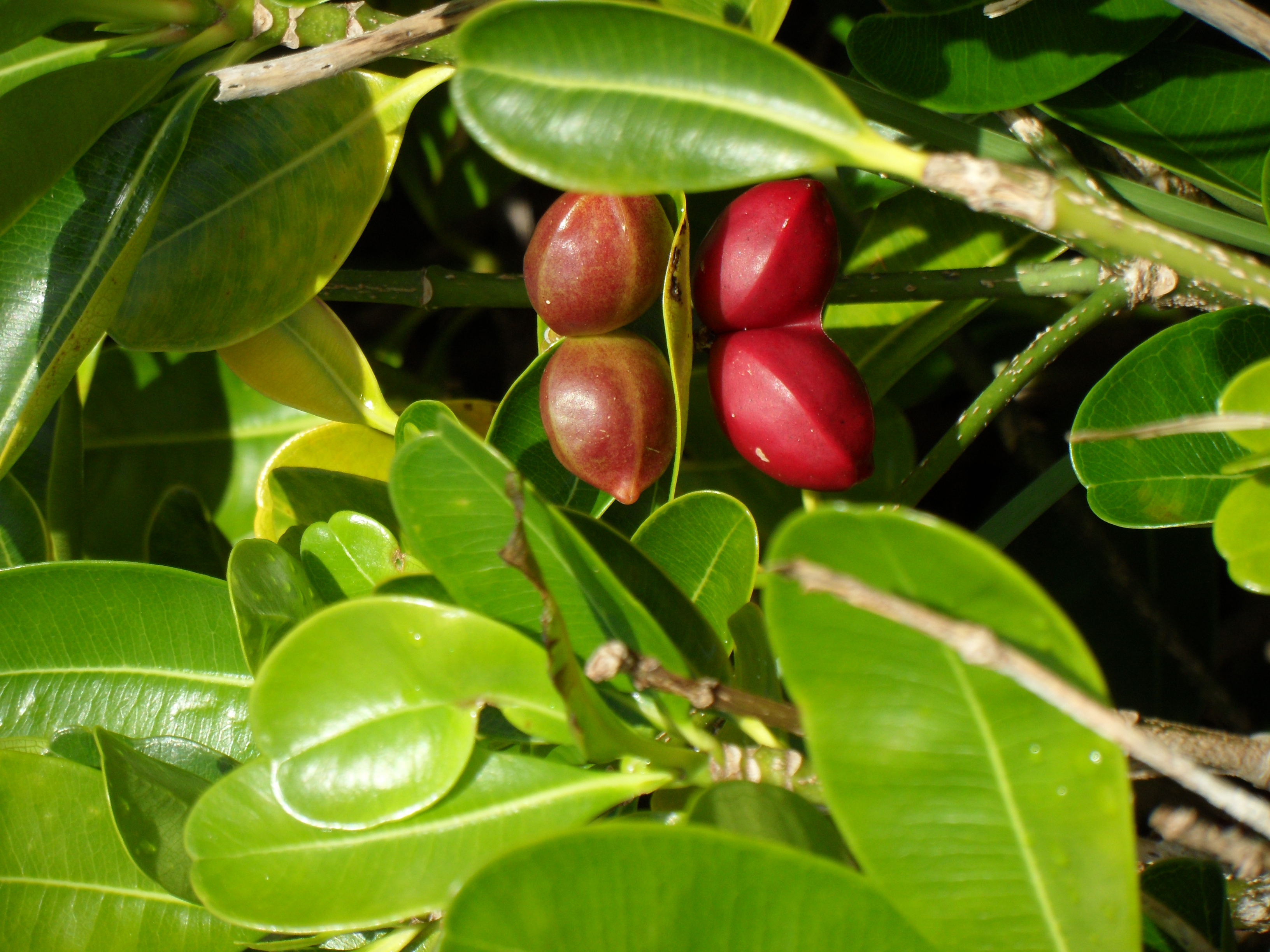
Fruits et feuilles.
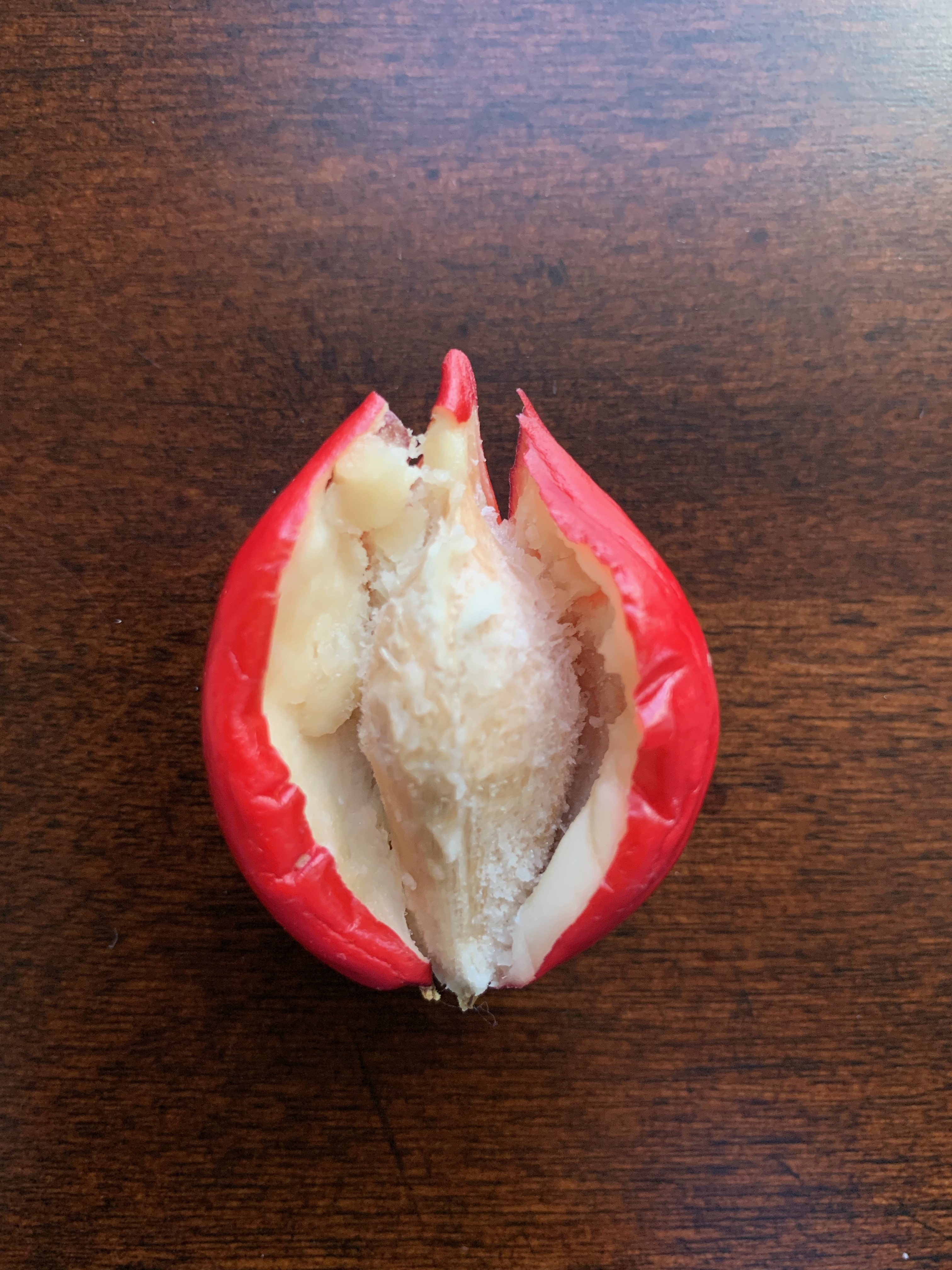
Fruit.

Ses fleurs sont blanches. Ses fruits rouges ne sont pas comestibles. Ils contiennent deux graines, parfois utilisées comme perle de collier, une fois qu'elles ont été polies.